# Rodrigo Venegas
Rodrigo Andrés Venegas Pérez (Chile; 4 de octubre de 1988) es un entrenador chileno.

## Trayectoria
Comenzó su carrera de entrenador en equipos juveniles de la Unión Española y la Universidad de Chile. En 2015 fue nombrado primer entrenador del equipo sub-17 del San Luis de Quillota.
Desde 2019, continuó su carrera como asistente de Miguel Ponce en el Club Blooming y luego en Deportes La Serena.

### Bolivia
En 2021, regresó a Bolivia esta vez como primer entrenador del Blooming en reemplazo de Hernán Meske.
Renunció al equipo en agosto de 2022, y en septiembre de ese año fue anunciado como nuevo entrenado del Independiente Petrolero.
Dejó Independiente a finales de 2022, y entre agosto y octubre del 2023 fue entrenador del Always Ready.
El 8 de noviembre de 2023, Venegas firmó como entrenador del Oriente Petrolero.

## Estadísticas como entrenador
| Club                    | País    | Año         | P  | PG | PE | PP | Rendimiento |
| ----------------------- | ------- | ----------- | -- | -- | -- | -- | ----------- |
| Club Blooming           | Bolivia | 2021 - 2022 | 31 | 13 | 5  | 13 | 47.32%      |
| Independiente Petrolero | Bolivia | 2022        | 8  | 3  | 3  | 2  | 50%         |
| Always Ready            | Bolivia | 2023        | 3  | 1  | 0  | 2  | 33.33%      |
| Oriente Petrolero       | Bolivia | 2023 - 2024 | 7  | 3  | 0  | 4  | 42.86%      |
| Provincial Osorno       | Chile   | 2024        | 10 | 3  | 4  | 3  | 43.33%      |
| Total                   | Total   | Total       | 59 | 23 | 12 | 24 | 45.76%      |